# Wally Schauseil
Maria Walburga Wilhelmina Schauseil (* 28. Mai 1860 in Düsseldorf; † 2. Juni 1951 in Bad Godesberg) war eine deutsche Konzertsängerin (Sopran), besonders von Johannes Brahms und Max Bruch geschätzt.

## Familie
Ihr Großvater Johann Gottlieb Schauseil (1804–1877) war Sänger und Militärmusiker, ihr Vater Wilhelm Schauseil (1834–1892) war Musikdirektor und erfreute sich im Rheinland eines guten Rufes als Pianist, Dirigent und Gründer des Düsseldorfer Bachvereins, während er als Komponist lediglich mit einigen wenigen Chorsätzen durchzudringen vermochte. Wilhelm Schauseil spielte mehrfach das Klavierkonzert fis-Moll op. 1 von Norbert Burgmüller, zuerst am 15. März 1860 in Bonn unter der Leitung von Albert Dietrich, erneut am 25. Oktober 1860 in Düsseldorf und nochmals am 16. Juni 1864 in Düsseldorf, beide Male unter Julius Tausch.

## Leben

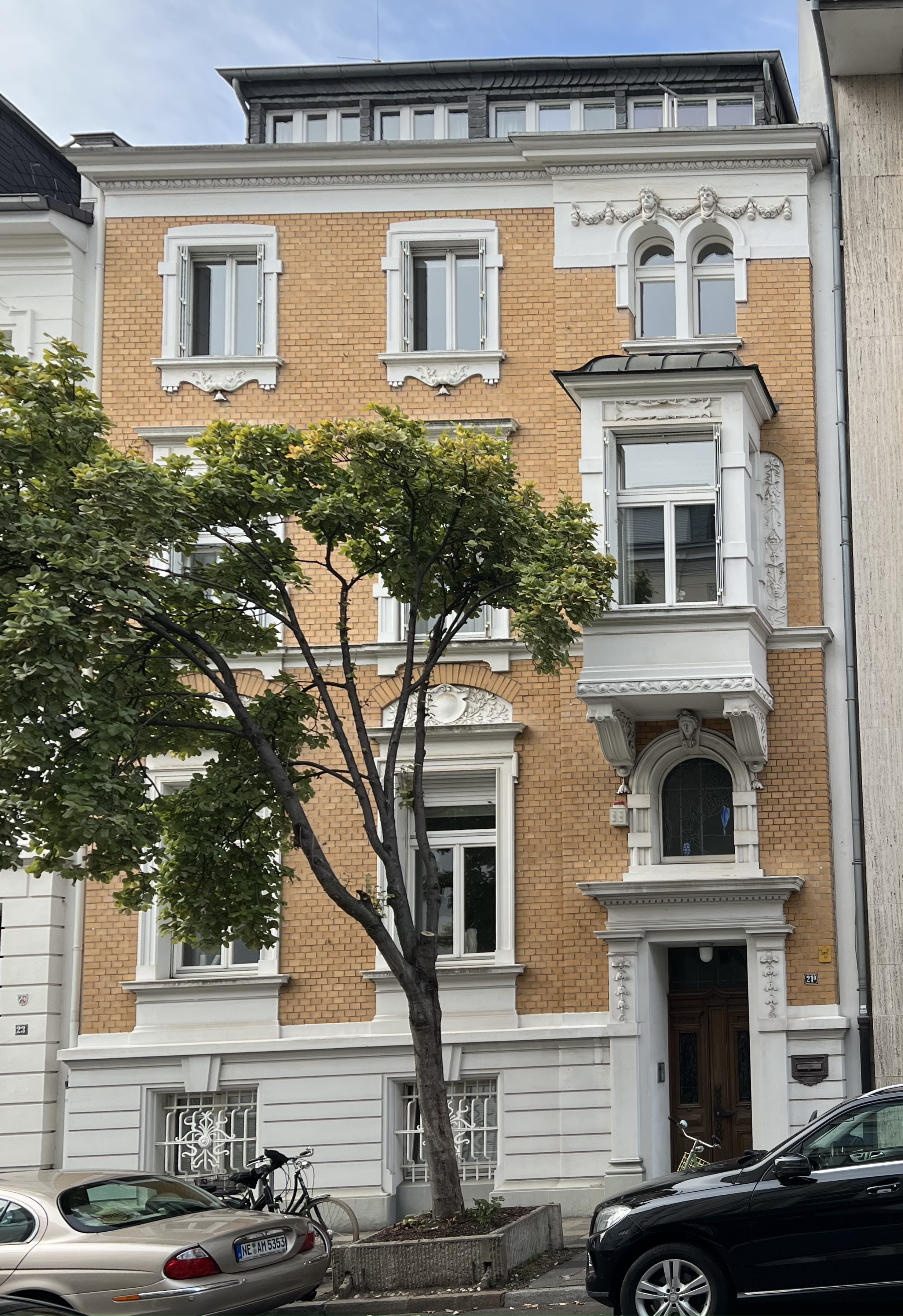
Hauseigentum der Wally Schauseil von 1900 bis 1928 in Düsseldorf-Pempelfort Arnoldstr. 21a (2022)

Wally Schauseil erhielt ihre Gesangsausbildung bei Oscar Lindhult (1869–1870) in Köln sowie bei den großen Pädagogen Francesco Lamperti in Mailand und Julius Stockhausen in Frankfurt am Main. Sie widmete sich ganz dem Wirken als Konzert- und Oratoriensängerin und ist nie auf der Bühne aufgetreten.
Ihr Debüt fand bereits 1878 in Düsseldorf statt. 1879 wirkte sie beim Niederrheinischen Musikfest mit.
Nachdem sie anfänglich in den westdeutschen Städten aufgetreten war, weitete sie ihre Konzerttätigkeit aus und erschien nun auch in Bremen, in Frankfurt a. M., in Karlsruhe, Breslau und besonders oft in Berlin, wo sie in den Jahren 1885–1892 regelmäßig anzutreffen war. In Dresden und Leipzig war sie Solistin in den berühmten Gewandhauskonzerten. Auch bei Auslandsauftritten hatte sie große Erfolge. So sang sie mehrfach in Holland, so wie auch in Schweden, Frankreich und Italien.
Bereits 1900 gab sie ihre Konzertkarriere auf, um sich einer intensiven Tätigkeit auf dem pädagogischen Sektor zu widmen. 1903 vertiefte Hedy Iracema-Brügelmann, nach ihrem Abschluss am Konservatorium, ihre Gesangsausbildung bei ihr. Von 1904 bis 1908 wirkte Wally Schauseil als Musikpädagogin am Konservatorium von Köln. Später ging sie nach Bad Godesberg bei Bonn, wo sie hochbetagt verstarb.
Höhepunkte in ihrem Konzertrepertoire waren Solopartien in der Matthäus-Passion von Johann Sebastian Bach, im Messiah und Judas Maccabaeus von Georg Friedrich Händel, in den zwei Oratorien Die Schöpfung und Die Jahreszeiten von Joseph Haydn, im Das Paradies und die Peri von Robert Schumann und in dem Oratorium Christus von Franz Liszt.